# Sangaris laeta
Sangaris laeta là một loài bọ cánh cứng trong họ Cerambycidae. Và được mô tả vào năm 1948